# N'Djamena Fara
 N'Djamena Fara  è un comune del Ciad situato nel dipartimento di Haraze Al Biar, provincia di Hadjer-Lamis.